# ألان غروفر
ألان غروفر (بالإنجليزية: Alan Grover)‏ هو موجه قوارب ‏ أسترالي، ولد في 24 سبتمبر 1944 في سيدني في أستراليا.

## وصلات خارجية
- ألان غروفر على موقع الاتحاد الدولي للتجديف (الإنجليزية)
- ألان غروفر على موقع اللجنة الأولمبية الدولية (الإنجليزية)
- ألان غروفر على موقع أوليمبيديا (الإنجليزية)
- ألان غروفر على موقع اللجنة الأولمبية الأسترالية (الإنجليزية)